# Cammy Smith
Cammy Smith (* 24. August 1995 in Aberdeen) ist ein schottischer Fußballspieler, der bei Indy Eleven unter Vertrag steht.

## Karriere

### Verein
Cammy Smith begann seine Karriere in der Jugend des FC Aberdeen. In der Saison 2010/11 gab er unter Manager Craig Brown sein Debüt in der Profimannschaft der Dons, als er im Spiel gegen Inverness Caledonian Thistle für Rory Fallon eingewechselt wurde. Sein erstes Profitor erzielte Smith in der Spielzeit 2012/13 gegen Inverness. Im März 2014 konnte er mit seinem Verein das Finale im Scottish League Cup 2013/14 gewinnen.

### Nationalmannschaft
Cammy Smith spielt seit seinem Debüt in der U-16-Altersklasse im Jahr 2010 regelmäßig in Schottlands Juniorenteams.

## Erfolge
mit dem FC Aberdeen:
- Scottish League Cup: (1) 2013/14